# زیردریایی تولا (کی-۱۱۴)
زیردریایی تولا (کی-۱۱۴) (به انگلیسی: Russian submarine Tula (K-114)) یک زیردریایی است که طول آن ۱۶۷٫۴ متر (۵۴۹ فوت) (on design waterline) می‌باشد. این زیردریایی  در سال ۱۹۸۷ ساخته شد.